# Patrick F. Kennedy

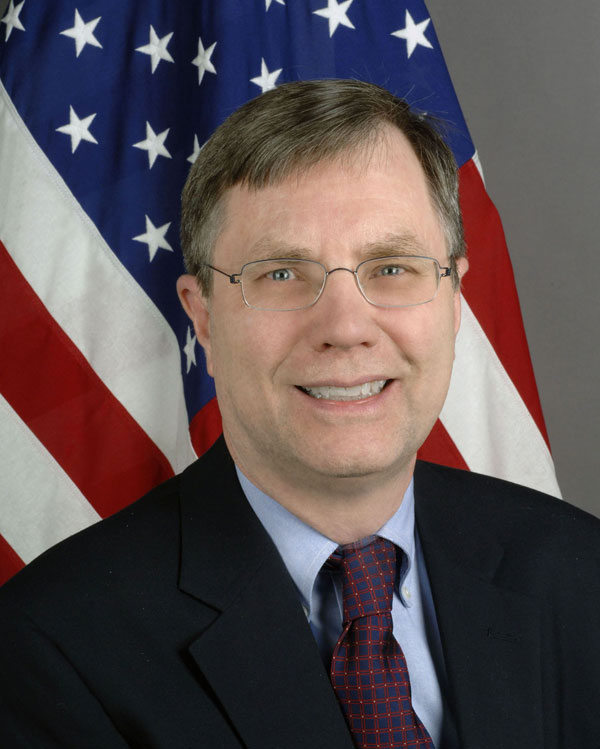
Patrick F. Kennedy (2002)

Patrick Francis Kennedy (* 1949 in Chicago, Illinois) ist ein US-amerikanischer Diplomat und Regierungsbeamter, der unter anderem zwischen 1993 und 2001 Assistant Secretary of State for Administration sowie zwischen 2007 und 2017 Under Secretary of State for Management war.

## Leben
Kennedy absolvierte nach dem Schulbesuch ein Studium im Fach Auswärtiger Dienst an der Georgetown University, das er mit einem Bachelor of Science (B.S. Foreign Service) abschloss. Im Anschluss trat er 1973 in den diplomatischen Dienst des US-Außenministeriums. Nachdem er zwischen 1973 und 1974 Referent für regionale Verwaltung war, war er von 1975 bis 1976 Personalreferent im Afrika-Referat (Bureau of African Affairs) des Außenministeriums sowie zwischen 1977 und 1981 Sonderassistent des Under Secretary for Management. Nach einer Verwendung von 1981 bis 1985 als Leitender Beamter für allgemeine Aufgaben an der Botschaft in Frankreich, war er von 1985 bis 1990 Verwaltungsdirektor und stellvertretender Exekutivsekretär des Außenministeriums, ehe er zuletzt zwischen 1991 und 1993 als Botschaftsrat Leiter der Verwaltungsabteilung der Botschaft in Ägypten war.
Nach zwanzigjähriger Tätigkeit im auswärtigen Dienst wurde er am 20. Mai 1993 Nachfolger von Arthur W. Fort als Assistant Secretary for Administration und bekleidete diese als Leiter des Referates für Verwaltung Funktion bis 2001. Sein Nachfolger wurde daraufhin am 13. Juli 2001 William A. Eaton. Während dieser Zeit war er nach dem Ausscheiden von Richard M. Moose vom 1. September 1996 bis zum Amtsantritt von Bonnie R. Cohen am 20. August 1997 kommissarischer Under Secretary of State for Management. Daneben fungierte er 1998 als kommissarischer Assistant Secretary of State for Diplomatic Security und damit als Leiter des Referates für diplomatische Sicherheit. Darüber hinaus war er zwischen 1997 und 2001 auch Koordinator des Außenministeriums für die Reorganisation der US-Auslandsvertretungen. Seine Nominierung vom 24. Februar 2000 zum Leiter der Ständigen Vertretung bei den Vereinten Nationen in Genf wurde vom Senat nicht bestätigt.
Stattdessen wurde Kennedy 2001 Botschafter bei der UNO für Management und Reformen und verblieb bis 2005 auf diesem Posten. Gleichzeitig war er von Mai bis November 2003 Stabschef der Koalitions-Übergangsverwaltung für den Irak CPA (Coalition Provisional Authority) sowie zwischen Mai und August 2004 Stabschef der Einheit der CPA, die die Verwaltung an die Übergangsregierung des Irak übergab. Danach war er von 2005 bis 2007 Stellvertreter Direktor für Verwaltung beim Direktor für die nationalen Nachrichtendienste DNI (Director of National Intelligence).
2007 wechselte Kennedy wieder ins Außenministerium und war zunächst Leiter des Referates für Verwaltungspolitik und Innovation (Office of Management Policy, Rightsizing, and Innovation), ehe er am 15. November 2007 Nachfolger von Henrietta H. Fore als Unterstaatssekretär im Außenministerium für Verwaltung (Under Secretary of State for Management) wurde. Diesen Posten hatte er bis zu seinem Rücktritt Anfang 2017 inne. Nachdem er in der Übergangsphase nach der Wahl Donald Trumps zunächst mehr Verantwortung zugesprochen bekommen hatte, wurde am 26. Januar 2017 bekannt, dass er das Außenministerium bis Ende Januar 2017 verlassen wird. Sein Rücktritt erfolgte geschlossen mit drei anderen hohen Beamten des Ministeriums – Joyce Anne Barr, Michele Bond und Gentry O. Smith – während eines Besuchs des zum damaligen Zeitpunkt designierten Außenministers Rex Tillerson.